# Neli Irman
Neli Irman er en slovensk håndboldspiller som spiller for ŽRK Budućnost i Montenegro og det slovenske landshold.